# 宇文招
宇文招（540年代—580年），字豆卢突，赵僭王（一作赵平王），追尊周文帝宇文泰的第九子。

## 生平
史书未记载宇文招生年，當介於哥哥宇文憲和弟弟宇文儉之間，並晚於宇文直。
幼年聪颖，博览群书，好写文章。学庾信之体，词多轻艳。魏恭帝三年（556年），封正平郡公，食邑一千户。北周武成初年，封赵国公，食邑万户。保定年间，拜为柱国，出为益州总管。建德元年（572年），授大司空之職，转任大司马。建德三年（574年），進爵位為趙王，除雍州牧。建德四年（575年），大军东讨北齐，宇文招为后三军总管。建德五年（576年），他又跟从兄長周武帝宇文邕東伐北齐，率領一万步骑出华谷，攻打汾州。平定并州，进位上柱国。稽胡反周，宇文盛为行军总管，与齐王宇文宪率領诸军讨伐平亂，生擒及斩殺刘没铎。
宣政年间，拜為太师。其女千金公主嫁与突厥。大象元年（579年）五月，周宣帝宇文贇下诏以洺州襄国郡邑共一萬户為赵国。宇文招出京就国。大象二年（580年），宣帝临终時，征召宇文招與及陈王宇文纯、越王宇文盛、代王宇文达、滕王宇文逌五王赴阙。宇文招等至，周宣帝已逝世。杨坚辅政，加封宇文招等殊礼，入朝不趋，剑履上殿。因為杨坚想篡位，宇文招決定杀他以匡社稷。宇文招邀請杨坚到他的府第，在寝室宴饮。宇文招之子宇文员、宇文贯及王妃的弟弟鲁封、所亲人史冑，都在左右，佩刀侍立。在帷席之间藏有兵刃，后院也埋伏壮士。杨坚随从多在合外，只有杨弘、元冑、元威兄弟及陶彻坐在户侧。宇文招多次以佩刀割瓜给杨坚吃，杨坚没有怀疑。元冑感觉有变，扣刀而入。宇文招以大觞亲自饮元冑酒。随后宇文招再三装吐想去后院喊伏兵，元胄都扶住他上座。宇文招又称喉咙干，命元冑到厨房取浆，元冑不为所动。滕王宇文逌之后来到，杨坚降阶而迎，元冑得到机会与他耳语：“形势大异，公宜速出。”杨坚与宇文逌等就坐，须臾元胄听到伏兵声，劝杨坚辞出，又挡住大门不让宇文招追出，宇文招知道大势已去，弹指出血。后来事发，杨坚称宇文招谋反。當年秋天，诛杀宇文招及其子德广公宇文员、永康公宇文贯、越嶲公宇文铣、宇文铃、宇文铿等，国除。并杀越王宇文盛及其诸子。宇文招有文集十卷，行于世。
宇文招入朝时将小儿子留在封地。先前相州总管尉迟迥起兵时，就奉此子号令。尉迟迥兵败，此子下落不明。

## 諡號
宇文招谥僭，与其他被杨坚所害的四位兄弟一样，都是恶谥。但《新唐书·艺文志》载北周有《赵平王集》十卷、《隋书·经籍志》记为《赵平王集》八卷，宇文招一生并无失德之举且文才出众，“平”可能是宇文招最初的谥号，在杨坚篡位后才改为恶谥。

## 家庭

### 夫人
《文苑英华》卷九百六十三有庾信撰《周赵国公夫人纥豆陵氏墓志铭》。宇文招夫人窦含生，邓国公窦炽（507—584）之女，武成二年（560年），册拜赵国公夫人。宇文招任益州总管时随丈夫去成都赴任，天和五年（570年）薨于成都之锦城，年二十。继妃是鲁氏（王妃之弟鲁封）。
女儿： 大义公主，宇文氏，北周赵王宇文招之女，原封千金公主。才貌双全，出嫁突厥沙钵略可汗。北周灭亡后，隋文帝杨坚为了通过千金公主笼络突厥，赐公主杨姓，编入杨家宗谱，改封“大义公主”。

夫人讳含生，本姓窦，扶风平陵人。魏其朝议，列侯则莫能抗礼；安丰奉图，功臣则咸推上席。外戚列传，既闻建武之书；仲山古鼎，或表单于之献。祖略，少保、建昌郡公。父炽，柱国大将军、大宗伯、邓国公。孟津大誓，常预同德之臣；咸阳违约，克赞先登之主。并得位入六府，功参八柄。夫人有文在手，有象应图，荣曜夙彰，徽华早茂。肃恭以礼，受教于公宫；言容以德，有闻于师氏。及乎进贤君子，内主邯郸，琴瑟在堂，辎是服。长久于节；不无秋菊之铭；履端于始，或有椒花之颂。岂止庄姬掩泪，楚相知惭，定姜问兆，齐兵不入。武成二年，册拜赵国公夫人。汉王闻立义之妇，邑以延乡；齐侯见有礼之妻，封之石。异代同荣，差无惭德。柱国殿下居若木之一枝，在天潢之别派，扬旌玉垒，驱传铜陵，南通向日之民，东被无龙之国，夫人从政月峡，赞德云门，锦濯江波，还临织室；山明石镜，即对妆楼。既而玉律频移，金炉不变。胡香四两，嗟西域之使稀；灵草一枝，恨琼田之路绝。天和五年四月二十二日薨于成都之锦城，春秋二十。孙子荆之伤逝，怨起秋风，潘安仁之悼亡，悲深长簟。况复仙台永别，无复箫声；傅母长归，唯留琴曲。七年二月日归葬于长安之洪渎原。诏赠赵国夫人，礼也。云雨去来，既留连于楚后；光阴离合，实惆怅于陈王。铭曰：河西半绝，观津孤起。章武贤臣，安丰贵仕。木楼千仞，金山万里。绍庆邢姨，基昌宋子。施衿赵北，侍姆秦南。延礼数，厌狄骖。义超《江汜》，仁流《葛覃》。玉筐迎燕，金笼助蚕。敬爱纯深，端庄淑问。有光国史，无形喜愠。举案外恭，停机下训。馨馥于兰，年华于。风雨消散，神灵离绝。婺女还星，娥归月。左楹夕奠，高堂朝发。空扬氵波，更无回雪。下平曰隰，高平曰原。西临冰井，北望塞门。犹垂雉服，尚驾鱼轩。平原忽矣，天道何言。山回地市，路没滕城。松悲鹤去，草乱萤生。新云别起，旧月孤明。贤坟永式，节陇常贞。

## 资料来源
- 《周書》
- 《北史》

## 外部連結
[在维基数据编辑]
 《北史·卷058》，出自李延壽《北史》

| 政府职务    | 政府职务         | 政府职务    |
| ----------- | ---------------- | ----------- |
| 前任： 李穆 | 北周大司空 572年 | 繼任： 田弘 |